# Фридрих Вилхелм фон Бранденбург-Швет
Фридрих Вилхелм фон Бранденбург-Швет (на немски: Friedrich Wilhelm von Brandenburg-Schwedt; Wilhelm von Hohenzollern; * 28 март 1714; † 12 септември 1744 в Прага) от династията Хоенцолерн е пруски принц и пруски генерал-майор, маркграф на Бранденбург-Швет.
Той е най-малкият син на маркграф Албрехт Фридрих фон Бранденбург-Швет (1672 – 1731) и съпругата му принцеса Мария Доротея Кетлер от Курландия (1684 – 1743), дъщеря на херцог Фридрих II Казимир Кетлер. Внук на „Великия курфюрст“ Фридрих Вилхелм фон Бранденбург и 

От 1734 г. Фридрих Вилхелм участва като доброволец в походите на пруската армия.
През 1740 г. той е полковник на 15-ия гвардейски пехотински полк. На 16 май 1743 г. става генерал-майор и командир на гвардия. Убит е на 29 години на 12 септември 1744 г., докато командва стрелкови окоп по време на обсадата на Прага, в присъствието на краля. Погребан е в гробницата на Хоенцолерните в Берлинската катедрала.
Той не се жени. 